# Rumunjska ženska rukometna reprezentacija
Rumunjska ženska rukometna reprezentacija predstavlja državu Rumunjsku u športu rukometu.

## Nastupi naSP
- 1962. - Zlato
- 1973. - Srebro
- 2005. - Srebro